# Hidroxilherderita
L'hidroxilherderita és un mineral de la classe dels fosfats. Rep el seu nom en referència al fet que l'anió hidròxid (OH-) reemplaça el fluor present en la herderita.

## Característiques
L'hidroxilherderita és un fosfat de fórmula química CaBe(PO₄)(OH,F). Cristal·litza en el sistema monoclínic; la majoria de cristalls són maclats, però alguns no mostren signes exterior d'aquesta morfologia. Els seus colors són molt variats. La seva duresa a l'escala de Mohs és 5 a 5,5.
Segons la classificació de Nickel-Strunz, l'hidroxilherderita pertany a «08.BA - Fosfats, etc. amb anions addicionals, sense H₂O, amb cations de mida petita i mitjana» juntament amb els següents minerals: väyrynenita, bergslagita, herderita i babeffita.

## Formació i jaciments
L'hidroxilherderita es forma com a mineral d'etapes tardanes en les cavitats miarolítiques en pegmatites granítiques complexes d'origen hidrotermal o, probablement, pneumatolític. Potser també es forma a partir de l'alteració de la beril·lonita.
Ha estat trobada en molts lloc, i també moltes mostres originalment identificades com herderita són en realitat hidroxilherderita. Existeixen jaciments d'hidroxilherderita a Afganistan, Alemanya, Argentina, Àustria, Brasil, Canadà, Estats Units, Finlàndia, França, Itàlia, Japó, el Kazakhstan, Moçambic, Namíbia, Pakistan, Portugal, República Txeca, Rússia i Suècia. A Espanya ha estat trobada en tres localitats diferents: al cap de Creus, Girona, Catalunya i a Forcarei i Lalín, Pontevedra, Galícia.
Sol trobar-se associada amb altres minerals com: elbaïta, topazi, cassiterita, albita, microclina, moscovita, lepidolita i quars.